# Assia Djebar

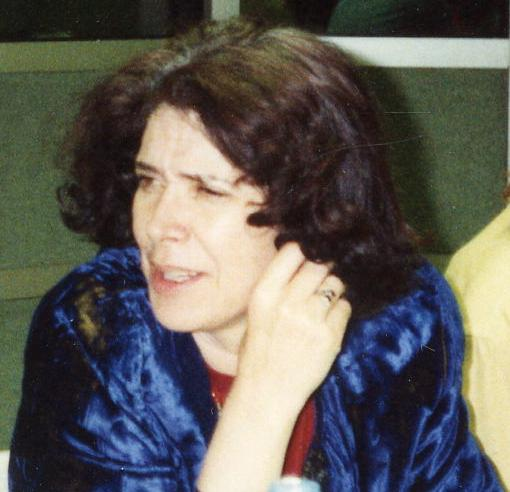

Assia Djebar (właśc. Fatima-Zohra Imalayen, ur. 30 czerwca 1936 w Szarszalu, Algieria, zm. 6 lutego 2015 w Paryżu) – pisarka algierska, tworząca w języku francuskim. Uważana jest za najbardziej znaną i najbardziej wpływową pisarkę pochodzącą z północnej Afryki.
Djebar zadebiutowała w 1957 r., publikując powieść La Soif. Obawiając się reakcji ojca, wykorzystała pseudonim Assia Djebar, pod którym publikowała dalsze utwory.
W 1996 r. otrzymała nagrodę Neustadt (Neustadt Prize) za swój wkład do literatury światowej, natomiast rok później nagrodę im. Marguerite Yourcenar.
W uznaniu zasług 16 czerwca 2005 r. została wybrana do Akademii Francuskiej, jako pierwsza pisarka z krajów Maghrebu.
W 1980 r. wyszła za mąż za algierskiego poetę Maleka Alloula, obydwoje mieszkali w Paryżu.